# Commission d'accès aux documents administratifs
Pour les articles homonymes, voir Commission d'accès aux documents administratifs (Belgique) et CADA.
Créée en France par la loi no 78-753 du 17 juillet 1978, la Commission d'accès aux documents administratifs (Cada) est une autorité administrative indépendante qui a pour objectif de faciliter et contrôler l'accès des particuliers aux documents administratifs.
La Cada émet des conseils quand elle est saisie par une administration, mais son activité principale est de fournir des avis aux particuliers qui se heurtent au refus d'une administration de communiquer un ou plusieurs documents qu'elle détient. Depuis 2005 elle dispose aussi de nouvelles compétences en matière de réutilisation des données publiques.
Enfin, à partir de 2015, la loi no 78-753 du 17 juillet 1978 a été intégrée au livre III du Code des relations entre le public et l’administration (CRPA).

## Historique et contexte
La loi n° 78-753 du 17 juillet 1978 portant « diverses mesures d'amélioration des relations entre l'administration et le public […] » et octroyant à chaque citoyen la liberté d’accéder aux documents administratifs est une conséquence du droit consacré par l’article 15 de la Déclaration des droits de l’homme et du citoyen de 1789, qui affirme que « la société a le droit de demander compte à tout agent public de son administration ». Cette loi de 1978 créant la Cada contribue à faire la transparence sur les décisions de l’administration et par là même entend améliorer la confiance démocratique.
La Cada connaît en 2015 un nombre record de 7 222 saisines, selon Marc Dandelot, son président de 2014 à 2020. Les citoyens expriment un besoin croissant d’accès à de nombreux documents administratifs et « lorsqu’il n’est pas spontanément satisfait, ce besoin engendre rapidement impatience et frustration, s’exprimant auprès des services de la commission ». Marc Dandelot déplore un manque de mobilisation de certaines administrations, qui ne font pas preuve d’assez d’initiative pour garantir le droit d’accès aux documents.
À la suite de la loi pour une République numérique du 7 octobre 2016, la Cada publie un guide pratique en ligne ainsi que sur la réutilisation des données publiques réalisé en collaboration avec la Cnil.
2018, voit plusieurs évolutions numériques, le site internet de la Cada est entièrement refait. L’autorité indépendante en profite pour lancer une nouvelle application, un simulateur qui permet de savoir si un document est a priori « communicable », et pour publier une liste de suivi de ses avis favorables mise à jour et crée un formulaire de saisine en ligne,.
En 2019, en vertu de la loi Cada, l'association Open Knowledge France lance Ma Dada, un service en ligne en vue de simplifier les demandes d’accès aux documents administratifs, dont l'objectif est d'accompagner les demandeurs dans leurs démarches et de renforcer la visibilité des actions individuelles et à des équivalents dans 25 pays, mettant à disposition une liste d’organisations publiques, un formulaire d’envoi et un récapitulatif des demandes effectuées,.
Le rapport d’activité 2019 de la Cada marque le départ de Marc Dandelot de la présidence ; le bilan fait état de « bouleversements profonds », notamment le passage d’un droit d’accès à un principe d’open-data, ainsi qu'à la consécration, par le Conseil constitutionnel, de l’existence d’un droit d’accès aux documents administratifs garanti par la Déclaration des droits de l’homme et du citoyen en son article 15,.
Entre 2014 et 2020, le nombre de saisines de la Cada par les administrations ne diminue pas malgré selon Marc Dandelot qui estime qu'une partie des saisine vient « du fait que beaucoup d’administrations ne se sont pas suffisamment bien organisées pour répondre dans les délais voulus » et qu'une autre concerne des « questions nouvelles délicates » et que « L’obligation de mettre en ligne tout document administratif ayant fait l’objet d’une communication rend les administrations prudentes. ». Le rapporteur général, Bastien Brillet, estime lui que 2019 confirme une « demande forte de transparence » et que « l’open-data n’a pas eu pour effet de faire baisser les demandes de communication. Il a, au contraire, généré de nouvelles demandes tendant à vérifier l’exactitude et la complétude des documents ou données mises en ligne par l’administration ». Enfin des pistes pour l’avenir sont formulées, dont une meilleure adaptation de l’administration aux exigences de transparence, favorisée par la Cada, une simplification du droit en évitant la multiplication des textes spéciaux avec une articulation dans un régime général,.
La procédure de nomination du président de la commission est modifiée en 2019 à la suite d'une initiative du Sénat et soumet dorénavant la décision du Président de la République à l’avis des commissions parlementaires compétentes, procédure de nomination, prévue par l’alinéa 5 de l’article 13 de la Constitution. Jean-Luc Nevache est alors auditionné par le parlement le 22 juillet 2020 dont la nomination dans les fonctions de président de la Cada est proposée par le Président de la République, selon lui : « Le rapport d’activité 2019 démontre une situation dégradée, consécutive à un « effet ciseaux » dans les flux d’entrée et de sortie des demandes qui lui ont été adressées. Les demandes d’avis et de conseils se sont stabilisées à la hausse : jusqu’en 2012, le chiffre des entrées de demandes n’a jamais dépassé 5 000 ; en 2019, il était de 6 900, soit une augmentation de 40 %. À cela s’ajoutent des demandes de renseignements téléphoniques – qui permettent sans doute d’éviter quelque 2 000 saisines supplémentaires. »,,.
Jean-Luc Névache est nommé président de la Cada par décret le 3 août 2020, la crise sanitaire de la Covid-19 en France permet à l'institution rattraper un stock des 2 000 demandes non traitées en 2020, son nouveau président souhaite cependant revoir les process de décision de la commission dès septembre 2020 avec un audit interne pour d’identifier des axes d’amélioration de productivité, la Cada réduit par ailleurs ses délais moyen de traitement de 176 à 114 jours,.
En octobre 2020, une tribune nommée'« Transparence : l’administration hors-la-loi » signée par plusieurs journaliste est publiée par Dalloz Actualité appelle à « repenser la Cada »,.

## Missions

### Définitions juridiques
La Cada est « chargée de veiller au respect de la liberté d'accès aux documents administratifs et aux archives publiques ainsi qu'à l'application du chapitre II relatif à la réutilisation des informations publiques dans les conditions prévues par le présent titre et par le titre Ier du livre II du code du patrimoine ». Elle « émet des avis lorsqu'elle est saisie par une personne à qui est opposé un refus de communication d'un document administratif en application du chapitre Ier, un refus de consultation ou de communication des documents d'archives publiques, à l'exception des documents mentionnés au c de l'article L. 211-4 du code du patrimoine et des actes et documents produits ou reçus par les assemblées parlementaires, ou une décision défavorable en matière de réutilisation d'informations publiques ». La saisine pour avis de la Cada est « un préalable obligatoire à l'exercice d'un recours contentieux ».

### Documents communicables ou non
Les documents communicables ne peuvent être que des copies. Une demande de renseignements ne constitue pas un document communicable et un refus est opposé à ces demandes. Toutefois, la notion de « document administratif » est très large, qui comprend :
- Archives et documents
  - Avis favorable pour des chercheurs et des recherches historiques ou d'intérêt sérieux[22].
  - Avis défavorable pour des demandes de curiosité[23].
    - Des exceptions peuvent être trouvées au cas par cas[24].

  - Le document est déjà librement accessible notamment sur le Net : l'administration n'est plus tenue de le communiquer par de nouveaux moyens.
  - Certaines archives ne sont communicables que passé un délai allant de 25 à 100 ans[25].
- Identité de fonctionnaires mentionnée dans des documents
  - Avis favorable une fois occultés les détails
- Données médicales
  - Traitement au cas par cas
- Codes sources logiciels[26]

## Statut et composition

### Collège de 11 membres
La commission se compose d’un collège pluraliste de onze membres :
1. Un membre du Conseil d'État, d'un grade au moins égal à celui de conseiller, un magistrat de la Cour de cassation et un magistrat de la Cour des comptes en activité ou honoraire, désignés respectivement par le vice-président du Conseil d'État, le premier président de la Cour de cassation et le premier président de la Cour des comptes ;
2. Un député et un sénateur, désignés respectivement par le président de l'Assemblée nationale et le président du Sénat ;
3. Un élu d'une collectivité territoriale, désigné par le président du Sénat ;
4. Un professeur de l'enseignement supérieur, en activité ou honoraire, proposé par le président de la commission ;
5. Une personnalité qualifiée en matière d'archives, proposée par le directeur général des patrimoines ;
6. Le président de la Commission nationale de l'informatique et des libertés, ou son représentant ;
7. Une personnalité qualifiée en matière de concurrence et de prix, proposée par le président de l'Autorité de la concurrence ;
8. Une personnalité qualifiée en matière de diffusion publique d'informations.

Un suppléant est désigné dans les mêmes conditions pour chacun des membres.
Le président de la commission est nommé par décret du Président de la République parmi les membres, l'actuel titulaire de cette fonction est Jean-Luc Névache, depuis le 3 août 2020.

### Présidents
| Présidents de la CADA | Mandat    | Décret de nomination                                  |
| --------------------- | --------- | ----------------------------------------------------- |
| Pierre Ordonneau      | 1979-1988 | Décret du 30 mars 1979                                |
| Dieudonné Mandelkern  | 1988-1989 | Décret du 15 juin 1988                                |
| Michel Gentot         | 1989-1995 | Décret du 18 juillet 1989                             |
| Jean-Paul Costa       | 1995-1998 | Décret du 31 août 1995                                |
| Michel Gentot         | 1998-1999 | Décret du 31 mars 1998                                |
| Michèle Puybasset     | 1999-2005 | Décret du 4 mars 1999                                 |
| Jean-Pierre Leclerc   | 2005-2011 | Décret du 24 mars 2005                                |
| Serge Daël            | 2011-2014 | Décret du 14 décembre 2011                            |
| Marc Dandelot         | 2014-2020 | Décret du 12 décembre 2014 Décret du 19 décembre 2017 |
| Jean-Luc Névache      | 2020-2022 | Décret du 3 août 2020                                 |
| Bruno Lasserre        | 2022-     | Décret du 31 août 2022                                |

### Présidents suppléants
| Présidents suppléants de la Cada | Mandat      | Décret de nomination       |
| -------------------------------- | ----------- | -------------------------- |
| Louise Cadoux                    | 1979-1994   | Décret du 30 mars 1979     |
| Jean-Paul Costa                  | 1994-1995   | Décret du 22 juin 1994     |
| Jean-Marie Pauti                 | 1995-1999   | Décret du 31 août 1995     |
| Bruno Lasserre                   | 1999-2005   | Décret du 2 avril 1999     |
| Marie-Dominique Hagelsteen       | 2005-2007   | Décret du 24 mars 2005     |
| Jean-Marie Delarue               | 2007-2011   | Décret du 20 février 2007  |
| Serge Daël                       | 2011-2011   | Décret du 11 juillet 2011  |
| Edmond Honorat                   | 2011-2014   | Décret du 14 décembre 2011 |
| Catherine de Salins              | 2014-2016   | Décret du 12 décembre 2014 |
| Marie-Françoise Guilhemsans      | Depuis 2016 | Décret du 20 octobre 2016  |

## Son fonctionnement

### Procédure de saisine par les particuliers
Une demande d'accès à un document administratif doit d'abord avoir été adressée à l'organisme public concerné détenteur des informations recherchées, c'est-à-dire à l'administration ou l'organisme chargé d'une mission de service public. (Cependant, si la demande est mal dirigée, l'autorité saisie à tort est tenue de transmettre à l'autorité administrative compétente la demande d'accès aux documents administratifs.) :
1. Le demandeur, comme il est précédemment rappelé, doit avoir adressé une demande de communication de documents administratifs à l'administration, en prenant soin de préciser les documents, de façon que l'administration soit en mesure de les identifier. La demande peut se faire par courrier ou par courrier électronique. Notons qu'il n'est pas nécessaire d'adresser un courrier avec accusé de réception.
2. Il faut penser à conserver une copie du courrier ou courriel adressé à l'administration. Pour autant une demande de document administratif peut tout à fait être orale, rien dans la loi n'imposant une demande écrite.
3. Si, en réponse, l'administration refuse, explicitement ou implicitement. Son silence gardé pendant plus d'un mois est considéré comme un refus implicite. Le demandeur dispose alors de deux mois pour saisir la Cada d'une demande d'avis. Ce délai n'est opposable que si l'administration a notifié au demandeur les voies de recours. Elle se prononce alors sur le caractère communicable ou non des documents demandés. Par ailleurs, en ce qui concerne les documents médicaux, dossier médical d'une personne, détenus par les hôpitaux publics, le délai de réponse est réduit à 8 jours. Passé ce délai, le demandeur peut ainsi saisir la Cada d'une demande d'avis dirigé contre le refus de l'administration à communiquer son dossier médical.

Pour saisir la Cada, il faut écrire une lettre ou un courriel, demandant à la commission de bien vouloir se prononcer sur le refus opposé par l'administration à sa demande de communication de document administratifs. Il faut impérativement joindre la copie du courrier ou du courriel adressé à l'administration, à défaut des témoignages probants en cas de demande orale, afin de prouver qu'il y a bien eu un refus de communication de documents administratif. La saisine de la Cada peut également être faite en ligne en complétant le formulaire disponible sur le site internet de la Cada.
La Cada accuse réception de la demande d'avis, et indique la date de la séance lors de laquelle elle examinera la demande. Le délai théorique dont elle dispose pour répondre est d'un mois (légèrement plus élevé en pratique, selon la complexité de l'affaire et l'encombrement de ses services ; En 2006, le délai moyen de traitement des demandes était de 40,5 jours).
Son avis peut prendre plusieurs formes : favorable à la communication des documents, favorable sous certaines réserves ou défavorable. Elle peut déclarer la demande sans objet, si les documents n'existent pas ou s'ils ont déjà été transmis au demandeur, etc., irrecevable, si la demande tend à obtenir de simples renseignements, n'est pas assez précise, etc. ou se déclarer incompétente, si l'accès à ces documents est régi par un régime spécial, par exemple.
Elle peut aussi estimer que la demande est abusive si elle estime que la personne a présenté un nombre trop important de demandes à l'administration concernée.
L'avis de la Cada est ensuite transmis tant au demandeur qu'à l'administration concernée.
Si le demandeur n'est pas satisfait de l'avis rendu par la Cada, si l'administration concernée ne communique toujours pas le document malgré un avis favorable de la Cada, ou même en l'absence d'avis de la Cada celui-ci peut saisir le Tribunal administratif du lieu de résidence de l'administration, à partir d'un délai de deux mois à dater de la réception de sa demande d'avis par la Cada. Ce recours au tribunal administratif est dirigé contre le refus opposé par l'administration. En effet, les avis de la Cada ne peuvent pas faire l'objet d'un recours auprès du Tribunal administratif. Cependant, le juge administratif, suit en général les avis rendu par la Cada[réf. nécessaire].

### Autres activités
La Cada dispose d'un réseau de « Personnes responsables de l’accès aux documents administratifs » (PRADA) désigné normalement dans chacune des administrations et des communes de plus de 10 000 habitants, des départements et des régions. Chaque PRADA est chargée de faire la liaison entre son organisme de rattachement, le public et la Cada. L'effectif des PRADA est de 1 600 fonctionnaires en 2020.
Fin 2007, la Cada a mis en ligne un « Guide des personnes responsables de l’accès aux documents administratifs - PRADA - et de la réutilisation des informations publiques », ce guide consultable et téléchargeable, avait vocation à être mis à jour et complété des expériences recueillies sur la pratique de ces personnes responsables qui reçoivent par ailleurs une lettre mensuelle d'information. Depuis janvier 2008, la Cada publie chaque mois une courte lettre mensuelle d'information comprenant un relevé de ses avis (uniquement ses avis « favorables ») et une étude thématique.
La Cada et la Cnil organisent en début d’année 2019, une consultation en ligne sur l'open data. Les deux commissions publient le 17 octobre 2019 un « guide pratique de la publication en ligne et de la réutilisation des données publiques » à destination des administrations et des particuliers, fait une synthèse des réformes impulsées par la loi pour une République numérique et le RGPD. Le guide était attendu depuis 2016 et sera mis à jour « pour intégrer notamment les évolutions légales et jurisprudentielles ainsi que les éléments de doctrine développés par la Cnil et la Cada »,.

## Activité
Selon le rapport d'activité pour l'année 2007, 44,8 % des avis rendus ont été « favorables à la communication », 36,3 % ont été déclarés « sans objet (désistement, doc. perdu ou inexistant) » alors que 9 % étaient « défavorables ». Les avis de la Cada n'ont cependant été suivis que dans 60,2 % des cas, « non suivis (ou ne pouvant pas l’être) » pour 20,1 % des cas et « sans réponse » pour les 19,7 % restants.
Les demandes concernant l'urbanisme et l'environnement sont :
| Années        | 2012    | 2013   | 2014    | 2015    |
| Urbanisme     | 16,80 % | 5,30 % | 12,40 % | 11,90 % |
| Environnement | 6,50 %  | 8,50 % | 6,60 %  | 7,60 %  |

L'activité 2016 : 6 606 affaires traitées dont 5214 avis et 273 conseils rendus. La commission a rendu 56,8 % d’avis favorables à la communication de documents administratifs.

## Remises en cause

### Fonctionnement de l'institution
En 2019, le fonctionnement même de l'institution est remis en cause, sur de plusieurs points, :
- ayant rendu plus de 5 000 avis en 2018, soit 10 % de moins qu’en 2017, l’autorité n’arrivant pas à faire face à toutes les demandes au nombre de 7 053 pour l'ensemble de l’année 2018,
- le délai moyen de traitement des dossiers, en forte augmentation, 90 jours en 2017 et atteignant 130 jours en 2018 au lieu des 30 jours théoriques,
- la non-mise en ligne de la mise à jour de la liste des avis favorables,
- un stock de dossiers non traités qui continue à croître, faute de moyens suffisants, créé au fil des années et qui s'ajoute à l'augmentation du nombre de saisines qui se stabilise à la hausse avec un nombre d'avis rendus inférieurs au nombre de saisines.

Par décret en date du 31 août 2019, le Premier ministre officialise le remplacement de plusieurs membres de la commission dont l’archiviste Jean-Charles Bedague, ayant travaillé sur l’application @docs, remplace son Bruno Ricard. Carole Champalaune et Umberto Berkani, de l’Autorité de la concurrence, sont également nommés.

### Accès à l'information en matière d'environnement
La commission des pétitions du parlement européen est saisie en 2019 concernant notamment l’accès du public à l’information en matière d’environnement. La consultation préalable, expressément obligatoire, de la Cada, y est vu comme un obstacle, l'organe ne disposant pas des ressources nécessaires, donnant lieu à des retards dans l’émission des avis ainsi que dans l’ensemble de la procédure administrative.
La Commission européenne instruit en 2020 une procédure d’infraction, adresse une lettre de mise en demeure à la France et « demande instamment à la France de se conformer à la directive 2003/4 concernant l'accès du public à l'information en matière d'environnement […] le délai d'un mois accordé à l'organe indépendant pour fournir son avis a été dépassé à maintes reprises ». Toujours selon ses constats, un demandeur doit plutôt attendre 4 mois depuis quelques années,.

### Transparence
Début 2019, l’association Regards Citoyens lance un appel à témoignages face aux décisions qu'elle trouve « absurdes anti-transparence » de la part de la Cada. L’institution affirmant elle que ses avis sont « suffisamment motivés en droit ».

### Généalogie
La Cada fait face depuis de nombreuses années à des saisines de généalogistes, tant sur la communicabilité des documents d'archives que sur les modalités de communication. L'argumentation juridique de certains refus est souvent perçue comme infondée ou étrange. Les justifications de la Cada pour un refus en matière d'état civil sont perçues par la Revue française de généalogie comme une « énormité » lorsqu'elle suppose que les mairies ne disposent pas d'autres moyens techniques pour effectuer des reproductions sans nuire à la conservation des originaux.
À la suite d'une publication de la Revue française de généalogie en 2019 qui relevait diverses incohérences dans la communication des tables décennales, un avis corrigé de la Cada est établi à la demande du service interministériel des Archives de France, les tables décennales étant bel et bien communicables, elle ne font pas partie de la catégorie des actes d'état civil,.

### Application de la loi sur le secret des affaires
Le quotidien Le Monde estime en novembre 2018 que « la non-transparence au nom du secret commercial a été l’un des principaux obstacles aux 1 500 demandes d’accès aux documents publics effectuées au cours de l’enquête internationale » portant sur les Implant Files. La Commission d’accès aux documents administratifs, notamment, invoque le secret des affaires pour donner un avis défavorable à la communication de documents du Laboratoire national de métrologie et d'essais, un établissement public à caractère industriel et commercial (EPIC) rattaché au ministère chargé de l’industrie. Le quotidien dépose un recours contre le refus de communication du Laboratoire national de métrologie et d'essais devant le tribunal administratif de Paris, et rappelle que la loi exclut le recours au secret des affaires quand il s'agit d'« exercer le droit à la liberté d’expression et de communication, y compris le respect de la liberté de la presse, et à la liberté d’information telle que proclamée dans la Charte des droits fondamentaux de l’Union européenne ». En octobre 2020, le tribunal administratif donne en partie raison au quotidien, en obligeant le Laboratoire national de métrologie et d'essais à fournir certaines informations, mais en maintenant l'interdiction de communication pour une autre partie des informations.

#### Guides
- Guide des personnes responsables de l’accès aux documents administratifs - PRADA - et de la réutilisation des informations publiques, 1er décembre 2017, 80 p. (lire en ligne)
- CADA et CNIL, Guide pratique de la publication en ligne et de la réutilisation des données publiques (« Open Data »), 28 p. (lire en ligne)

#### Rapports
- Rapport d'activité 2012 de la Commission d'accès aux documents administratifs.
- Rapport d'activité 2013 de la Commission d'accès aux documents administratifs.
- Rapport d'activité 2014 de la Commission d'accès aux documents administratifs.
- Rapport d'activité 2015 de la Commission d'accès aux documents administratifs.
- Rapport d'activité 2016 de la Commission d'accès aux documents administratifs.
- Rapport d'activité 2017 de la Commission d'accès aux documents administratifs.
- Rapport d'activité 2018 de la Commission d'accès aux documents administratifs.
- Rapport d'activité 2019 de la Commission d'accès aux documents administratifs.